# A Sárkányok epizódjainak listája
Ez a szócikk a Sárkányok című sorozat epizódjait listázza.

## Áttekintés
| Évad | Évad | Részek száma | Részek száma | Eredeti sugárzás     | Eredeti sugárzás    | Eredeti adó     | Magyar sugárzás      | Magyar sugárzás      | Magyar adó      |
| Évad | Évad | Részek száma | Részek száma | Évadbemutató         | Évadzáró            | Eredeti adó     | Évadbemutató         | Évadzáró             | Magyar adó      |
| ---- | ---- | ------------ | ------------ | -------------------- | ------------------- | --------------- | -------------------- | -------------------- | --------------- |
|      | 1.   | 20           | 20           | 2012. augusztus 7.   | 2013. március 30.   | Cartoon Network | 2013. március 11.    | 2013. október 20.    | Cartoon Network |
|      | 2.   | 20           | 20           | 2013. szeptember 19. | 2014. március 5.    | Cartoon Network | 2014. február 2.     | 2014. július 21.     | Cartoon Network |
|      | 3.   | 13           | 13           | 2015. június 26.     | 2015. június 26.    | Netflix         | 2016. február 22.    | 2016. március 9.     | Cartoon Network |
|      | 4.   | 13           | 13           | 2016. január 8.      | 2016. január 8.     | Netflix         | 2016. szeptember 19. | 2016. szeptember 28. | Cartoon Network |
|      | 5.   | 13           | 13           | 2016. június 24.     | 2016. június 24.    | Netflix         | 2016. december 22.   | 2017. május 27.      | Cartoon Network |
|      | 6.   | 13           | 13           | 2017. február 17.    | 2017. február 17.   | Netflix         | 2017. május 28.      | 2017. július 9.      | Cartoon Network |
|      | 7.   | 13           | 13           | 2017. augusztus 25.  | 2017. augusztus 25. | Netflix         | 2019. január 12.     | 2019. január 26      | Cartoon Network |
|      | 8.   | 13           | 13           | 2018. február 16.    | 2018. február 16.   | Netflix         | 2019. január 26.     | 2019. február 9.     | Cartoon Network |

## Epizód

### Első évad – A Hibbant-sziget harcosai (2012-2013)
| Sor.                          | Év. | Cím                                                          | Rendező          | Író             | Premier                                | Nézettség        | Gyártási szám |
| ----------------------------- | --- | ------------------------------------------------------------ | ---------------- | --------------- | -------------------------------------- | ---------------- | ------------- |
| 1.                            | 1.  | Így indítsunk sárkányiskolát (How to Start a Dragon Academy) | Anthony Bell     | Mike Teverbaugh | 2012. augusztus 7. 2013. március 11.   | 2,05 millió n.a. | 101           |
| Így indítsunk sárkányiskolát: |     |                                                              |                  |                 |                                        |                  |               |
| 2.                            | 2.  | Egy viking állást keres (Viking for Hire)                    | John Sanford     | Art Brown       | 2012. augusztus 7. 2013. március 18.   | 2,05 millió n.a. | 102           |
| Egy viking állást keres:      |     |                                                              |                  |                 |                                        |                  |               |
| 3.                            | 3.  | Állati nagy gond (Animal House)                              | John Eng         | Mike Teverbaugh | 2013. szeptember 4. 2013. március 25.  | 2,04 millió n.a. | 103           |
| Állati nagy gond:             |     |                                                              |                  |                 |                                        |                  |               |
| 4.                            | 4.  | Rettenetes jövevény (The Terrible Twos)                      | Louie del Carmen | Jim Cooper      | 2013. szeptember 11. 2013. április 8.  | 1,81 millió n.a. | 104           |
| Rettenetes jövevény:          |     |                                                              |                  |                 |                                        |                  |               |
| 5.                            | 5.  | Így bízz a sárkányodban (In Dragons We Trust)                | John Sanford     | Art Brown       | 2013. szeptember 18. 2013. április 15. | 1,79 millió n.a. | 105           |
| Így bízz a sárkányodban:      |     |                                                              |                  |                 |                                        |                  |               |
| 6.                            | 6.  | Alvin és a száműzöttek (Alvin and the Outcasts)              | Louie del Carmen | F.M. De Marco   | 2012. szeptember 25. 2013. április 22. | 1,67 millió n.a. | 106           |
| Alvin és a száműzöttek:       |     |                                                              |                  |                 |                                        |                  |               |
| 7.                            | 7.  | Így válaszd ki a sárkányodat (How To Pick Your Dragon)       | Louie del Carmen | Art Brown       | 2012. október 3. 2013. április 29.     | 2,12 millió n.a. | 107           |
| Így válaszd ki a sárkányodat: |     |                                                              |                  |                 |                                        |                  |               |
| 8.                            | 8.  | Izmoskori arckép (Portrait of Hiccup as a Buff Young Man)    | John Sanford     | Jim Cooper      | 2012. október 10. 2013. május 6.       | 1,93 millió n.a. | 108           |
| Izmoskori arckép:             |     |                                                              |                  |                 |                                        |                  |               |
| 9.                            | 9.  | Sárkányvirág (Dragon Flower)                                 | John Eng         | Jim Cooper      | 2012. október 17. 2013. május 13.      | 1,80 millió n.a. | 109           |
| Sárkányvirág:                 |     |                                                              |                  |                 |                                        |                  |               |
| 10.                           | 10. | Hanga-riadó 1. rész (Heather Report, part 1)                 | Louie del Carmen | Art Brown       | 2012. november 14. 2013. augusztus 19. | 1,80 millió n.a. | 110           |
| Hanga-riadó 1. rész:          |     |                                                              |                  |                 |                                        |                  |               |
| 11.                           | 11. | Hanga-riadó 2. rész (Heather Report, part 2)                 | John Sanford     | Mike Teverbaugh | 2012. november 21. 2013. augusztus 19. | 2,21 millió n.a. | 111           |
| Hanga-riadó 2. rész:          |     |                                                              |                  |                 |                                        |                  |               |
| 12.                           | 12. | Olvadásfeszt (Thawfest)                                      | John Eng         | Jim Cooper      | 2012. november 28. 2013. augusztus 26. | 1,58 millió n.a. | 112           |
| Olvadásfeszt:                 |     |                                                              |                  |                 |                                        |                  |               |
| 13.                           | 13. | Ha beüt a ménkű (When Lightning Strikes)                     | John Sanford     | Justin Hook     | 2012. december 5. 2013. szeptember 9.  | 2,23 millió n.a. | 113           |
| Ha beüt a ménkű:              |     |                                                              |                  |                 |                                        |                  |               |
| 14.                           | 14. | Mi van a mélyben (What Flies Beneath)                        | Louie del Carmen | Jim Cooper      | 2013. február 6. 2013. szeptember 16.  | 1,45 millió n.a. | 114           |
| Mi van a mélyben:             |     |                                                              |                  |                 |                                        |                  |               |
| 15.                           | 15. | Iker-félsiker (Twinsanity)                                   | Louie del Carmen | F.M. De Marco   | 2013. február 13. 2013. szeptember 2.  | 1,48 millió n.a. | 115           |
| Iker-félsiker:                |     |                                                              |                  |                 |                                        |                  |               |
| 16.                           | 16. | Az engedetlen (Defiant One)                                  | John Eng         | Art Brown       | 2013. február 20. 2013. szeptember 23. | 1,66 millió n.a. | 116           |
| Az engedetlen:                |     |                                                              |                  |                 |                                        |                  |               |
| 17.                           | 17. | Nyaktörő láp (Breakneck Bog)                                 | John Sanford     | Art Brown       | 2013. február 27. 2013. szeptember 30. | 1,41 millió n.a. | 117           |
| Nyaktörő láp:                 |     |                                                              |                  |                 |                                        |                  |               |
| 18.                           | 18. | Másfajta drágakő (Gem of a Different Color)                  | John Eng         | Mike Teverbaugh | 2013. március 6. 2013. október 7.      | 1,59 millió n.a. | 118           |
| Másfajta drágakő:             |     |                                                              |                  |                 |                                        |                  |               |
| 19.                           | 19. | Egy család vagyunk 1. rész (We Are a Family, part 1)         | John Sanford     | Art Brown       | 2013. március 13. 2013. október 14.    | 1,83 millió n.a. | 119           |
| Egy család vagyunk 1. rész:   |     |                                                              |                  |                 |                                        |                  |               |
| 20.                           | 20. | Egy család vagyunk 2. rész (We Are a Family, part 2)         | Elaine Bogan     | Mike Teverbaugh | 2013. március 23. 2013. október 20.    | 2,23 millió n.a. | 120           |
| Egy család vagyunk 2. rész:   |     |                                                              |                  |                 |                                        |                  |               |

### Második évad – A Hibbant-sziget védelmezői (2013-2014)
| Sor. | Év. | Cím                                                   | Rendező          | Író            | Premier                                | Nézettség        | Gyártási szám |
| --- | --- | ----------------------------------------------------- | ---------------- | -------------- | -------------------------------------- | ---------------- | ------------- |
| 21. | 1.  | Élni és szállni hagyni (Live and Let Fly)             | Anthony Bell     | Art Brown      | 2013. szeptember 19. 2014. február 2.  | 1,77 millió n.a. | 201           |
| Élni és szállni hagyni: Attól félve, hogy Alvin és a száműzöttek megtámadják Hibbant szigetét, Pléhpofa betiltja a sárkányokkal való repülést. Ám Hablaty egy titkos klubot nyit, ahol a barátait tanítja meg, hogyan védjék meg a szigetet Alvin sárkányseregétől! |     |                                                       |                  |                |                                        |                  |               |
| 22. | 2.  | A vas gronkel (The Iron Gronckle)                     | John Sanford     | Jack Thomas    | 2013. szeptember 26. 2014. február 10. | 1,41 millió n.a. | 202           |
| A vas gronkel: |     |                                                       |                  |                |                                        |                  |               |
| 23. | 3.  | Az éj és a fúria (The Night and the Fury)             | Louie del Carmen | Jack Thomas    | 2013. október 3. 2014. február 17.     | 1,09 millió n.a. | 203           |
| Az éj és a fúria: |     |                                                       |                  |                |                                        |                  |               |
| 24. | 4.  | Alagútvesztő (Tunnel Vision)                          | Elaine Bogan     | Mark Hoffmeier | 2013. október 10. 2014. február 24.    | 1,39 millió n.a. | 204           |
| Alagútvesztő: |     |                                                       |                  |                |                                        |                  |               |
| 25. | 5.  | Verseny a Tűzféreg-szigetre (Race to Fireworm Island) | John Sanford     | F.M. De Marco  | 2013. október 17. 2014. március 3.     | 1,34 millió n.a. | 205           |
| Verseny a Tűzféreg-szigetre: |     |                                                       |                  |                |                                        |                  |               |
| 26. | 6.  | A félelem fénye (Fright of Passage)                   | Louie del Carmen | F.M. De Marco  | 2013. október 24. 2014. március 10.    | 1,24 millió n.a. | 106           |
| A félelem fénye: |     |                                                       |                  |                |                                        |                  |               |
| 27. | 7.  | Alagútonállók (Worst in Show)                         | John Sanford     | F.M. De Marco  | 2013. november 7. 2014. március 17.    | 1,56 millió n.a. | 207           |
| Alagútonállók: |     |                                                       |                  |                |                                        |                  |               |
| 28. | 8.  | A szigetpusztító (Appetite for Destruction)           | Elaine Bogan     | Mark Hoffmeier | 2013. november 14. 2014. március 24.   | 1,34 millió n.a. | 208           |
| A szigetpusztító: Mikor a közeli sziget kezd eltűnni és az ottani sárkányok átvándorolnak Hibbant szigetére, a csapat felfedezi, hogy mindezek hátterében a Sikoltó Halál áll, aki visszatért, hogy bosszút álljon. A Sikoltó Halál telefúrja a szigetet, ezzel kényszerítve a sárkányokat, hogy elhagyják azt. Főszereplőinknek meg kell állítani a sárkányt, mielőtt még Hibbant elsüllyedne.                                     |     |                                                       |                  |                |                                        |                  |               |
| 29. | 9.  | Zipzárhát a pácban (Zippleback Down)                  | Louie del Carmen | Mark Hoffmeier | 2013. november 21. 2014. március 31.   | 1,19 millió n.a. | 209           |
| Zipzárhát a pácba: Fafej belesétál egy csapdába az erdőben, de a dolgok még rosszabbra fordulnak mikor egy Typhoomerang is megjelenik, és még egy erdőtűz is keletkezik. |     |                                                       |                  |                |                                        |                  |               |
| 30. | 10. | Ölvész és Pokol, 1. rész (A View to a Skrill, part 1) | Elaine Bogan     | Jack Thomas    | 2013. december 5. 2014. július 7.      | 1,42 millió n.a. | 210           |
| Ölvész és Pokol, 1. rész: A sárkánylovasok felfedeznek egy új, villámszóró sárkányt, mely jégbe van fagyva. De a jég hirtelen felolvad, és Hablaty és Fogatlan két tűz közé kerül mikor megjelenik Dagur és serege is, akik közben az új sárkányra is vadásznak. Hősein rájönnek, hogy nehezen tudják kezelni a helyzetet. A csata közepette Kőfej és Fafej szemtanúja lesz ahogyan Alvin és a száműzöttek elfogják az új sárkányt. |     |                                                       |                  |                |                                        |                  |               |
| 31. | 11. | Ölvész és Pokol, 2. rész (A View to a Skrill, part 2) | John Sanford     | Mark Hoffmeier | 2013. december 5. 2014. július 8.      | 1,46 millió n.a. | 211           |
| Ölvész és Pokol, 2. rész: |     |                                                       |                  |                |                                        |                  |               |
| 32. | 12. | Így neveld az utánpótlást (The Flight Stuff)          | Louie del Carmen | F.M. De Marco  | 2014. január 8. 2014. július 9.        | 1,82 millió n.a. | 212           |
| Így neveld az utánpótlást: |     |                                                       |                  |                |                                        |                  |               |
| 33. | 13. | Szabadítsuk ki Forrit (Free Scauldy)                  | Adam Henry       | Jack Thomas    | 2014. január 15. 2014. július 10.      | 1,55 millió n.a. | 213           |
| Szabadítsuk ki Forrit: |     |                                                       |                  |                |                                        |                  |               |
| 34. | 14. | Befagyva (Frozen)                                     | John Sanford     | F.M. De Marco  | 2014. január 22. 2014. július 11.      | 1,46 millió n.a. | 214           |
| Befagyva: |     |                                                       |                  |                |                                        |                  |               |
| 35. | 15. | A Két sárkány meséje (A Tale of Two Dragons)          | Louie del Carmen | F.M. De Marco  | 2014. január 29. 2014. július 14.      | 1,46 millió n.a. | 215           |
| A Két sárkány meséje: |     |                                                       |                  |                |                                        |                  |               |
| 36. | 16. | Az angolna hatás (The Eel Effect)                     | Adam Henry       | Sam Cherington | 2014. február 5. 2014. július 15.      | 1,88 millió n.a. | 216           |
| Az angolna hatás: |     |                                                       |                  |                |                                        |                  |               |
| 37. | 17. | Füstbe ment tervek (Smoke Gets in Your Eyes)          | Elaine Bogan     | F.M. De Marco  | 2014. február 12. 2014. július 16.     | 1,87 millió n.a. | 217           |
| Füstbe ment tervek: |     |                                                       |                  |                |                                        |                  |               |
| 38. | 18. | Bimm! Bamm! Bumm! (Bing! Bang! Boom!)                 | Louie del Carmen | Art Brown      | 2014. február 19. 2014. július 17.     | 1,56 millió n.a. | 218           |
| Bimm! Bamm! Bumm!: Hablaty és Pléhpofa épp hazatérnek Hibbantra, de nem egyedül, hiszen követte őket három dörgődob is. A kis-sárkányok ám nem élhetnek a szigeten, ezért Hablatyék átköltöztetik őket a sárkányszigetre, de szereplőink hamar rájönnek, hogy a kicsik nem nőhetnek fel szülő nélkül, ezért Pléhpofa elengedi Tornádót, hogy felnevelje a kicsiket                                                                  |     |                                                       |                  |                |                                        |                  |               |
| 39. | 19. | Számkivetve, 1. rész (Cast Out, part 1)               | Adam Henry       | F.M. De Marco  | 2014. február 26. 2014. július 18.     | 1,64 millió n.a. | 219           |
| Számkivetve, 1. rész: |     |                                                       |                  |                |                                        |                  |               |
| 40. | 20. | Számkivetve, 2. rész (Cast Out, part 2)               | John Sanford     | F.M. De Marco  | 2014. március 2014. július 21.         | 1,75 millió n.a. | 220           |
| Számkivetve, 2. rész: Hablaty kénytelen együtt dolgozni Alvinnal, ahhoz, hogy megmentse apját Dagur haragjától. De mikor Alvin és Penész segít neki rájönni egy fontos dologra a Sikoltó halállal kapcsolatban, előrukkol egy tervvel, hogy megszüntesse a háborút a száműzöttek és a hibbantiak között, megállítsa Dagur-t, megszabaduljon a Sikoltó haláltól, és megmentse Hibbant-ot egyszer s mindenkorra.                      |     |                                                       |                  |                |                                        |                  |               |

### Harmadik évad – Irány az ismeretlen! (Első évad) (2015)
| Sor. | Év. | Cím                                                                | Rendező           | Író              | Premier                            | Gyártási szám |
| --- | --- | ------------------------------------------------------------------ | ----------------- | ---------------- | ---------------------------------- | ------------- |
| 41. | 1.  | A sárkányszem, 1. rész (Dragon Eye of the Beholder, part 1)        | Elaine Bogan      | FM De Marco      | 2015. június 26. 2016. február 22. | 301           |
| A sárkányszem, 1. rész: |     |                                                                    |                   |                  |                                    |               |
| 42. | 2.  | A sárkányszem, 2. rész (Dragon Eye of the Beholder, part 2)        | Elaine Bogan      | Art Brown        | 2015. június 26. 2016. február 23. | 302           |
| A sárkányszem, 2. rész: |     |                                                                    |                   |                  |                                    |               |
| 43. | 3.  | Hamis harmónia (Imperfect Harmony)                                 | Jae Hong Kim      | Art Brown        | 2015. június 26. 2016. február 24. | 303           |
| Hamis harmónia: |     |                                                                    |                   |                  |                                    |               |
| 44. | 4.  | Ha eljő a sötétség (When Darkness Falls)                           | Elaine Bogan      | Jack Thomas      | 2015. június 26. 2016. február 25. | 304           |
| Ha eljő a sötétség: |     |                                                                    |                   |                  |                                    |               |
| 45. | 5.  | A Hibbant-sziget hőse (Big Man on Berk)                            | T.J. Sullivan     | John Tellegen    | 2015. június 26. 2016. február 26. | 305           |
| A Hibbant-sziget hőse: |     |                                                                    |                   |                  |                                    |               |
| 46. | 6.  | Gusztáv újra lecsap (Gone Gustav Gone)                             | Elaine Bogan      | FM De Marco      | 2015. június 26. 2016. február 29. | 306           |
| Gusztáv újra lecsap: |     |                                                                    |                   |                  |                                    |               |
| 47. | 7.  | A tűzférgek birodalma (Reign of Fireworms)                         | T.J. Sullivan     | Art Brown        | 2015. június 26. 2016. március 1.  | 307           |
| A tűzférgek birodalma: |     |                                                                    |                   |                  |                                    |               |
| 48. | 8.  | Barát a robajban (Crushing It)                                     | T.J. Sullivan     | FM De Marco      | 2015. június 26. 2016. március 2.  | 308           |
| Barát a robajban: |     |                                                                    |                   |                  |                                    |               |
| 49. | 9.  | Földrengető dilemma (Quake, Rattle and Roll)                       | Jae Hong Kim      | FM De Marco      | 2015. június 26. 2016. március 3.  | 309           |
| Földrengető dilemma: Halvér és Bütyök kiszabadít egy csapat gronkelt, melyeket egy fenyegető sárkány zárt el az otthonuktól.                                  |     |                                                                    |                   |                  |                                    |               |
| 50. | 10. | Fogd a sárkányt, és fuss 1. rész (Have Dragon Will Travel, part 1) | David M. V. Jones | Art Brown        | 2015. június 26. 2016. március 4.  | 310           |
| Fogd a sárkányt, és fuss 1. rész: |     |                                                                    |                   |                  |                                    |               |
| 51. | 11. | Fogd a sárkányt, és fuss 2. rész (Have Dragon Will Travel, part 2) | T.J. Sullivan     | John Tellegen    | 2015. június 26. 2016. március 7.  | 311           |
| Fogd a sárkányt, és fuss 2. rész: |     |                                                                    |                   |                  |                                    |               |
| 52. | 12. | Szúrópróba (The Next Big Sting)                                    | T.J. Sullivan     | FM De Marco      | 2015. június 26. 2016. március 8.  | 312           |
| Szúrópróba: |     |                                                                    |                   |                  |                                    |               |
| 53. | 13. | Szörnyennagy rémálom (Total Nightmare)                             | Jae Hong Kim      | Richard Hamilton | 2015. június 26. 2016. március 9.  | 313           |
| Szörnyennagy rémálom: Amikor Kampó felfigyel egy nőstény szörnyennagy rémségre, Takonypóc megpróbálja elválasztani őket, mielőtt elvesztené legjobb barátját. |     |                                                                    |                   |                  |                                    |               |

### Negyedik évad – Irány az ismeretlen! (Második évad) (2016)
| Sor. | Év. | Cím                                                          | Rendező          | Író             | Premier                              | Gyártási szám |
| --- | --- | ------------------------------------------------------------ | ---------------- | --------------- | ------------------------------------ | ------------- |
| 54. | 1.  | Astrid csapata (Team Astrid)                                 | Elaine Bogan     | Jack Thomas     | 2016. január 8. 2016. szeptember 12. | 401           |
| Astrid csapata: |     |                                                              |                  |                 |                                      |               |
| 55. | 2.  | A vadászok éjszakája, 1. rész (Night of the Hunters, part 1) | Jae Hong Kim     | John Tellegen   | 2016. január 8. 2016. szeptember 15. | 402           |
| A vadászok éjszakája, 1. rész: |     |                                                              |                  |                 |                                      |               |
| 56. | 3.  | A vadászok éjszakája, 2. rész (Night of the Hunters, part 2) | Elaine Bogan     | Jack Thomas     | 2016. január 8. 2016. szeptember 14. | 403           |
| A vadászok éjszakája, 2. rész: |     |                                                              |                  |                 |                                      |               |
| 57. | 4.  | A telihold (Bad Moon Rising)                                 | Elaine Bogan     | Art Brown       | 2016. január 8. 2016. szeptember 13. | 404           |
| A telihold: Miután egy furcsa lény megharapja Fafejt, azt hiszi, egy legendás sárkánnyá fog változni éjszaka, mikor telihold lesz.                                                        |     |                                                              |                  |                 |                                      |               |
| 58. | 5.  | Veszett fejsze nyele (Snotlout Gets the Axe)                 | T.J. Sullivan    | F.M. De Marco   | 2016. január 8. 2016. szeptember 16. | 405           |
| Veszett fejsze nyele: |     |                                                              |                  |                 |                                      |               |
| 59. | 6.  | A Cipzárhát-kísérlet (The Zippleback Experience)             | Jae Hong Kim     | Will Morey      | 2016. január 8. 2016. szeptember 19. | 406           |
| A Cipzárhát-kísérlet: |     |                                                              |                  |                 |                                      |               |
| 60. | 7.  | Dermesztő kaland (Snow Way Out)                              | T.J. Sullivan    | Douglas Britton | 2016. január 8. 2016. szeptember 20. | 407           |
| Dermesztő kaland: |     |                                                              |                  |                 |                                      |               |
| 61. | 8.  | Harc a Peremért, 1. rész (Edge of Disaster, part 1)          | Elaine Bogan     | Art Brown       | 2016. január 8. 2016. szeptember 21. | 408           |
| Harc a Peremért, 1. rész: |     |                                                              |                  |                 |                                      |               |
| 62. | 9.  | Harc a Peremért, 2. rész (Edge of Disaster, part 2)          | T.J. Sullivan    | Art Brown       | 2016. január 8. 2016. szeptember 22. | 409           |
| Harc a Peremért, 2. rész: |     |                                                              |                  |                 |                                      |               |
| 63. | 10. | Rázós kaland (Shock and Awe)                                 | David M.V. Jones | Ann Austen      | 2016. január 8. 2016. szeptember 23. | 410           |
| Rázós kaland: |     |                                                              |                  |                 |                                      |               |
| 64. | 11. | Örvészhelyzet (A Time to Skrill)                             | David M.V. Jones | Ricky Roxburgh  | 2016. január 8. 2016. szeptember 26. | 411           |
| Örvészhelyzet: |     |                                                              |                  |                 |                                      |               |
| 65. | 12. | Buzogány és karom, 1. rész (Maces and Talons, part 1)        | Elaine Bogan     | Art Brown       | 2016. január 8. 2016. szeptember 27. | 412           |
| Buzogány és karom, 1. rész: |     |                                                              |                  |                 |                                      |               |
| 66. | 13. | Buzogány és karom, 2. rész (Maces and Talons, part 2)        | T.J. Sullivan    | Art Brown       | 2016. január 8. 2016. szeptember 28. | 413           |
| Buzogány és karom, 2. rész: Miután Hangát és a Világrémét elfogta Viggo és a Sárkányvadászok, Hablatynak ki kell eszelnie egy ravasz tervet az eddigi legveszélyesebb ellenfelük számára. |     |                                                              |                  |                 |                                      |               |

### Ötödik évad – Irány az ismeretlen! (Harmadik évad) (2016)
| Sor. | Év. | Cím                                                     | Rendező          | Író         | Premier                             | Gyártási szám |
| --- | --- | ------------------------------------------------------- | ---------------- | ----------- | ----------------------------------- | ------------- |
| 67. | 1.  | Az ellenségem ellensége (Enemy of My Enemy)             | David M.V. Jones | Art Brown   | 2016. június 24. 2016. december 19. | 501           |
| Az ellenségem ellensége: |     |                                                         |                  |             |                                     |               |
| 68. | 2.  | Barlangbontás (Crash Course)                            | Simon Otto       | Art Brown   | 2016. június 24. 2016. december 19. | 502           |
| Barlangbontás: |     |                                                         |                  |             |                                     |               |
| 69. | 3.  | A vezető (Follow the Leader)                            | T.J. Sullivan    | Art Brown   | 2016. június 24. 2016. december 19. | 503           |
| A vezető: |     |                                                         |                  |             |                                     |               |
| 70. | 4.  | Égető szükség (Turn and Burn)                           | David M.V. Jones | Art Brown   | 2016. június 24. 2016. december 20. | 504           |
| Égető szükség: |     |                                                         |                  |             |                                     |               |
| 71. | 5.  | A gömbölény (Buffalord Soldier)                         | Robert Briggs    | FM De Marco | 2016. június 24. 2016. december 20. | 505           |
| A gömbölény: |     |                                                         |                  |             |                                     |               |
| 72. | 6.  | A nagy vakáció (A Grim Retreat)                         | Simon Otto       | Art Brown   | 2016. június 24. 2016. december 20. | 506           |
| A nagy vakáció: |     |                                                         |                  |             |                                     |               |
| 73. | 7.  | Hangával vagy nélküle (To Heather or Not to Heather)    | T.J. Sullivan    | Art Brown   | 2016. június 24. 2016. december 21. | 507           |
| Hangával vagy nélküle: |     |                                                         |                  |             |                                     |               |
| 74. | 8.  | Vár az aréna (Stryke Out)                               | Greg Rankin      | Will Morey  | 2016. június 24. 2016. december 21. | 508           |
| Vár az aréna: |     |                                                         |                  |             |                                     |               |
| 75. | 9.  | Sárkányos dallamok (Tone Death)                         | Robert Briggs    | Art Brown   | 2016. június 24. 2016. december 21. | 509           |
| Sárkányos dallamok: |     |                                                         |                  |             |                                     |               |
| 76. | 10. | Kő kövön nem marad (Between a Rock and a Hard Place)    | T.J. Sullivan    | FM De Marco | 2016. június 24. 2016. december 22. | 510           |
| Kő kövön nem marad: |     |                                                         |                  |             |                                     |               |
| 77. | 11. | Családi idill (Family on the Edge)                      | David M.V. Jones | Jack Thomas | 2016. június 24. 2016. december 22. | 511           |
| Családi idill: |     |                                                         |                  |             |                                     |               |
| 78. | 12. | Az utolsó aukcióhősök (Last Auction Heroes)             | David M.V. Jones | Jack Thomas | 2016. június 24. 2016. december 22. | 512           |
| Az utolsó aukcióhősök: |     |                                                         |                  |             |                                     |               |
| 79. | 13. | A szárny őrzői, 1. rész (Defenders of the Wing, Part 1) | David M.V. Jones | Jack Thomas | 2016. június 24. 2016. május 27.    | 513           |
| A szárny őrzői, 1. rész: Mikor Viggo fegyvereket ajánl Hablatyéknak, a sárkánylovasok óvatos nyomozásba kezdenek és egy potenciális szövetségesre bukkannak a Sárkányvadászok ellen. |     |                                                         |                  |             |                                     |               |

### Hatodik évad – Irány az ismeretlen! (Negyedik évad) (2017)
| Sor. | Év. | Cím                                                     | Rendező       | Író           | Premier                            | Gyártási szám |
| --- | --- | ------------------------------------------------------- | ------------- | ------------- | ---------------------------------- | ------------- |
| 80. | 1.  | A szárny őrzői, 2. rész (Defenders of the Wing, Part 2) | Robert Briggs | John Tellegen | 2017. február 17. 2017. május 28.  | 601           |
| A szárny őrzői, 2. rész: |     |                                                         |               |               |                                    |               |
| 81. | 2.  | Zár a Peremen (Gruff Around the Edges)                  | T.J. Sullivan | Jack Thomas   | 2017. február 17. 2017. június 3.  | 602           |
| Zár a Peremen: |     |                                                         |               |               |                                    |               |
| 82. | 3.  | A váltságdíj!! (Midnight Scrum)                         | T.J. Sullivan | John Tellegen | 2017. február 17. 2017. június 4.  | 603           |
| A váltságdíj!!: |     |                                                         |               |               |                                    |               |
| 83. | 4.  | Takonypóc (Not Lout)                                    | John Sanford  | John Tellegen | 2017. február 17. 2017. június 10. | 604           |
| Takonypóc: |     |                                                         |               |               |                                    |               |
| 84. | 5.  | Rombadöntő megmentése (Saving Shattermaster)            | Robert Briggs | Art Brown     | 2017. február 17. 2017. június 11. | 605           |
| Rombadöntő megmentése: |     |                                                         |               |               |                                    |               |
| 85. | 6.  | Szoros helyzet (Dire Straits)                           | Gil Zimmerman | FM De Marco   | 2017. február 17. 2017. június 17. | 606           |
| Szoros helyzet: |     |                                                         |               |               |                                    |               |
| 86. | 7.  | A leghosszabb nap (The Longest Day)                     | Robert Briggs | Jack Thomas   | 2017. február 17. 2017. június 18. | 607           |
| A leghosszabb nap: |     |                                                         |               |               |                                    |               |
| 87. | 8.  | Aranyláz (Gold Rush)                                    | T.J. Sullivan | John Tellegen | 2017. február 17. 2017. június 24. | 608           |
| Aranyláz: |     |                                                         |               |               |                                    |               |
| 88. | 9.  | A vulkán (Out of the Frying Pan)                        | Gil Zimmerman | FM De Marco   | 2017. február 17. 2017. június 25. | 609           |
| A vulkán: |     |                                                         |               |               |                                    |               |
| 89. | 10. | Ikredik érzék (Twintuition)                             | Gil Zimmerman | Will Morey    | 2017. február 17. 2017. július 1.  | 610           |
| Ikredik érzék: |     |                                                         |               |               |                                    |               |
| 90. | 11. | Vakrepülés (Blindsided)                                 | T.J. Sullivan | Art Brown     | 2017. február 17. 2017. július 2.  | 611           |
| Vakrepülés: A Peremvidékre szörnyű vihar érkezik, s míg a lovasok a sárkányokat próbálják menekíteni, Astrid belenéz egy villámlásba és ideiglenesen megvakul. |     |                                                         |               |               |                                    |               |
| 91. | 12. | Ágyútűz alatt, 1. rész (Shell Shocked, Part 1)          | Robert Briggs | Art Brown     | 2017. február 17. 2017. július 8.  | 612           |
| Ágyútűz alatt, 1. rész: |     |                                                         |               |               |                                    |               |
| 92. | 13. | Ágyútűz alatt, 2. rész (Shell Shocked, Part 2)          | Gil Zimmerman | Art Brown     | 2017. február 17. 2017. július 9.  | 613           |
| Ágyútűz alatt, 2. rész: Egy rendkívül erős sárkány támad a peremvidékre, Hablaty pedig kénytelen egy veszélyes szövetséget kötni.                              |     |                                                         |               |               |                                    |               |

### Hetedik évad – Irány az ismeretlen! (Ötödik évad) (2017)
| Sor. | Év. | Cím                                                              | Rendező                   | Író                       | Premier                              | Gyártási szám |
| --- | --- | ---------------------------------------------------------------- | ------------------------- | ------------------------- | ------------------------------------ | ------------- |
| 93. | 1.  | Élet a Peremen (Living on the Edge)                              | Greg Rankin               | Art Brown, Douglas Sloan  | 2017. augusztus 25. 2019. január 12. | 701           |
| Élet a Peremen: Miután legyőzték ellenfeleiket, és vulkánkitörés volt a Peremen, a lovasok visszatérnek Hibbantra, de Hablaty rájön, hogy a sárkányvadászok még ott vannak. |     |                                                                  |                           |                           |                                      |               |
| 94. | 2.  | Homokba zárva (Sandbusted)                                       | T.J. Sullivan             | Art Brown, Douglas Sloan  | 2017. augusztus 25. 2019. január 12. | 702           |
| Homokba zárva: Amikor Hablaty az északi piacra utazik egy eltűnt ember ügyében, egy barlangban találja magát a homokfúvóval.                                                |     |                                                                  |                           |                           |                                      |               |
| 95. | 3.  | Bűzölgő sziget (Something Rotten on Berserker Island)            | Robert Briggs             | Art Brown, Douglas Sloan  | 2017. augusztus 25. 2019. január 12. | 703           |
| Bűzölgő sziget: Meghívják a lovasokat az Ádáz-szigetre Gusztáv tanonci vizsgájára, ám eközben Barbár puccsal megszerzi Dagur trónját.                                       |     |                                                                  |                           |                           |                                      |               |
| 96. | 4.  | Takonypóc angyalai (Snotlout's Angels)                           | David Jones, Abe Brown    | Art Brown, Douglas Sloan  | 2017. augusztus 25. 2019. január 13. | 704           |
| Takonypóc angyalai: Takonypóc lezuhan egy titokzatos szigeten, ahol megismeri a szárnycselédeket. Astrid, Hanga és Kőfej dolga lesz megmenteni őt.                          |     |                                                                  |                           |                           |                                      |               |
| 97. | 5.  | Nézőpont kérdése (A Matter of Perspective)                       | Greg Rankin               | Art Brown , Douglas Sloan | 2017. augusztus 25. 2019. január 13. | 705           |
| Nézőpont kérdése: A lovasok követik az idős lávafogat a sárkányok végső nyughelyére, ám az őrszemek csapdába ejtik őket a szigeten.                                         |     |                                                                  |                           |                           |                                      |               |
| 98. | 6.  | Csonttörő Thor visszatér (Return of Thor Bonecrusher)            | T.J. Sullivan             | Art Brown , Douglas Sloan | 2017. augusztus 25. 2019. január 13. | 706           |
| Csonttörő Thor visszatér: Csonttörő Thor kell ahhoz, hogy kiszabadítsák a túszokat, ám Takonypóc véletlenül Csonttörő Thor rossz énjét kelti életre, aki a banditákkal van. |     |                                                                  |                           |                           |                                      |               |
| 99. | 7.  | A pusztítás hajnala (Dawn of Destruction)                        | Robert Briggs , Abe Brown | Art Brown , Douglas Sloan | 2017. augusztus 25. 2019. január 19. | 707           |
| A pusztítás hajnala: Amikor Hablaty és Astrid elutaznak, Krogan megtámadja a Peremet a reptetőkkel.                                                                         |     |                                                                  |                           |                           |                                      |               |
| 100. | 8.  | A háború szárnyai 1. rész (The Wings of War, Part 1)             | Greg Rankin               | Art Brown , Douglas Sloan | 2017. augusztus 25. 2019. január 19. | 708           |
| A háború szárnyai 1. rész: Hablaty és a lovasok Hibbantra menekülnek a reptetők elől, ahol Pléhpofa már készül a harcra, ám Hablaty nem akarja bántani a sárkányokat.       |     |                                                                  |                           |                           |                                      |               |
| 101. | 9.  | A háború szárnyai 2. rész (The Wings of War, Part 2)             | T.J. Sullivan             | Art Brown , Douglas Sloan | 2017. augusztus 25. 2019. január 19. | 709           |
| A háború szárnyai 2. rész: Pléhpofa felveszi a harcot a reptetőkkel, a lovasoknak pedig ki kell találniuk, hogyan szerezzék vissza a Peremet.                               |     |                                                                  |                           |                           |                                      |               |
| 102. | 10. | Sárkányt nem hagyunk cserben (No Dragon Left Behind)             | Greg Rankin               | Art Brown , Douglas Sloan | 2017. augusztus 25. 2019. január 20. | 710           |
| Sárkányt nem hagyunk hátra: A lovasokat csapdába ejtik a siklószárny sárkányok, és versenyt futnak az idővel, hogy Viharbogárnak ellenszert szerezzenek a mérgezésére.      |     |                                                                  |                           |                           |                                      |               |
| 103. | 11. | Fröccsfej (Snuffnut)                                             | T.J. Sullivan             | Art Brown , Douglas Sloan | 2017. augusztus 25. 2019. január 20. | 711           |
| Fröccsfej: Amikor Kőfej idomítani akar egy szárnyváltót, amiről azt hiszi, hogy a fivére, több szárnyváltó támad rájuk.                                                     |     |                                                                  |                           |                           |                                      |               |
| 104. | 12. | Oswald és Csirke keresése (Searching for Oswald ... and Chicken) | Robert Briggs             | Laura Bowes               | 2017. augusztus 25. 2019. január 20. | 712           |
| Oswald és Csirke keresése: Dagur apjának keresése közben Hablaty és Dagur veszélyes pillanatokat él át, és Csirke keresése váratlan eredménnyel zárul.                      |     |                                                                  |                           |                           |                                      |               |
| 105. | 13. | A múlt bűnei (Sins of the Past)                                  | Greg Rankin               | Art Brown , Douglas Sloan | 2017. augusztus 25. 2019. január 26. | 713           |
| A múlt bűnei: Miután Hangát az északi piacra csalják, Hablaty a keresésére indul, de elkésik. Szélpengét elfogja Krogan.                                                    |     |                                                                  |                           |                           |                                      |               |

### Nyolcadik évad – Irány az ismeretlen! (Hatodik évad) (2018)
| Sor. | Év. | Cím                                                   | Rendező                         | Író                             | Premier                            | Gyártási szám |
| --- | --- | ----------------------------------------------------- | ------------------------------- | ------------------------------- | ---------------------------------- | ------------- |
| 106. | 1.  | Nyílt lapokkal (In Plain Sight)                       | T.J. Sullivan                   | Jack Thomas                     | 2018. február 16. 2019. január 26. | 801           |
| Nyílt lapokkal: Hablaty és a lovasok sárkányszemlencsék után nyomoznak, ám rájönnek, hogy áruló van közöttük. Ráadásul Dagur is találkozik régi ellenségével.                     |     |                                                       |                                 |                                 |                                    |               |
| 107. | 2.  | Kéreg vagy nem kéreg? (No Bark, All Bite)             | Robert Briggs                   | Ian Ricket                      | 2018. február 16. 2019. január 26. | 802           |
| Kéreg vagy nem kéreg?: Hablaty és Pléhpofa fűzfakérget keresnek, miközben árusok lepik el Hibbant szigetét, ahol felkelés tör ki.                                                 |     |                                                       |                                 |                                 |                                    |               |
| 108. | 3.  | Rangsor (Chain of Command)                            | Greg Rankin                     | Will Morey                      | 2018. február 16. 2019. január 27. | 803           |
| Rangsor: Krogen sárkányszemlencse után kutat, Takonypóc és Minden próbálja megóvni a Szárnycselédek-szigetét. Hibbanton Dagur és Mala ellentéte veszélybe sodor mindent.          |     |                                                       |                                 |                                 |                                    |               |
| 109. | 4.  | Ingerman rendje (Loyal Order of Ingerman)             | T.J. Sullivan                   | John Tellegen                   | 2018. február 16. 2019. január 27. | 804           |
| Ingerman rendje: Miután megtudja, hogy felmenői sárkányvadászok voltak, Halvér elindul, hogy dramilionokat keressen, és tisztára mossa a család nevét.                            |     |                                                       |                                 |                                 |                                    |               |
| 110. | 5.  | Zápfej próbái (A Gruff Separation)                    | Abe Brown                       | Will Morey                      | 2018. február 16. 2019. január 27. | 805           |
| Zápfej próbái: A Thorston ikrek arra készülnek, hogy megünnepeljék születésnapjukat, amikor megjelenik a mindig bajt keverő rokonuk, Zápfej.                                      |     |                                                       |                                 |                                 |                                    |               |
| 111. | 6.  | A szerelem szárnyán (Mi Amore Wing)                   | Greg Rankin                     | John Tellegen                   | 2018. február 16. 2019. február 2. | 806           |
| A szerelem szárnyán : Dagur és Mala egymásba szeret, és bejelentik az eljegyzésüket. Astrid és Hablaty kételkedik a szerelmükben. Eközben a lovasok csatába keverednek Krogannal. |     |                                                       |                                 |                                 |                                    |               |
| 112. | 7.  | Kőcseléd kerestetik! (Ruff Transition)                | Abe Brown                       | John Tellegen                   | 2018. február 16. 2019. február 2. | 807           |
| Kőcseléd kerestetik!: Egy bébi ostorcsatt Kőfejet választja dajkájának, akiben nem dolgoznak az anyai ösztönök. Ki kell találnia, hogyan védelmezze meg ennek dacára a sárkányt.  |     |                                                       |                                 |                                 |                                    |               |
| 113. | 8.  | A tripla csavar (Triple Cross)                        | Robert Briggs                   | Will Morey                      | 2018. február 16. 2019. február 2. | 808           |
| A tripla csavar: Hablaty összefog ellenfelével, hogy megtalálja az ellenszert a méregre, amit Fogatlan kapott.                                                                    |     |                                                       |                                 |                                 |                                    |               |
| 114. | 9.  | Családi ügyek (Family Matters)                        | T.J. Sullivan                   | Jack Thomas                     | 2018. február 16. 2019. február 3. | 809           |
| Családi ügyek: A lovasok rájönnek, hogy a reptetők végzetdal sárkányok segítségével csalják csapdába a parázsfarkúakat. Eldöntik, hogy kiszabadítják őket.                        |     |                                                       |                                 |                                 |                                    |               |
| 115. | 10. | A legsötétebb éj (Darkest Night)                      | Greg Rankin                     | Art Brown & Douglas Sloan       | 2018. február 16. 2019. február 3. | 810           |
| A legsötétebb éj: Amikor Pléhpofa megsebesül, Hablaty és a lovasok Hibbantra sietnek.                                                                                             |     |                                                       |                                 |                                 |                                    |               |
| 116. | 11. | Vanaheim őrzői (Guardians of Vanaheim)                | Robert Briggs                   | Art Brown & Douglas Sloan       | 2018. február 16. 2019. február 3. | 811           |
| Vanaheim őrzői : A lovasok Vanaheimre mennek, ám addigra a reptetők lerombolják a szigetet.                                                                                       |     |                                                       |                                 |                                 |                                    |               |
| 117. | 12. | A sárkányok királya 1. rész (King of Dragons, Part 1) | David M.V. Jones ,T.J. Sullivan | Art Brown & Douglas Sloan       | 2018. február 16. 2019. február 9. | 812           |
| A sárkányok királya 1. rész: A lovasok és a reptetők azt hiszik, megtalálták a sárkányok királyát. Kiderül azonban, hogy ő valójában az Ádáz-sziget alatt él.                     |     |                                                       |                                 |                                 |                                    |               |
| 118. | 13. | A sárkányok királya 2. rész (King of Dragons, Part 2) | David M.V.                      | Jones Art Brown & Douglas Sloan | 2018. február 16. 2019. február 9. | 813           |
| A sárkányok királya 2. rész: A reptetők és a lovasok összecsapnak a sárkányok királyáért az Ádáz-szigeten, miközben Dagur és Hablaty váratlan dologra bukkan.                     |     |                                                       |                                 |                                 |                                    |               |